# جورج إس. إيفانز
جورج إس. إيفانز (بالإنجليزية: George S. Evans)‏ هو سياسي أمريكي، ولد في 1826 في الولايات المتحدة، وتوفي في 1883. حزبياً، نشط في الحزب الجمهوري. وقد انتخب عضو مجلس ولاية كاليفورنيا.